# Lliga Àrab
La Lliga Àrab (àrab: الجامعة العربية, al-Jāmiʻa al-ʻArabiya), oficialment anomenada Lliga d'Estats Àrabs (àrab: جامعة الدول العربية, Jāmiʻat ad-Duwal al-ʻArabiya), és una organització política internacional d'estats àrabs de l'Àfrica del Nord, la Banya d'Àfrica i l'Àsia occidental.
Va ser fundada al Caire el 22 de març de 1945 amb sis membres: Egipte, l'Iraq, Transjordània (anomenada Jordània a partir de 1946), Líban, Aràbia Saudita i Síria. El Iemen es va afegir com a membre el 5 de maig de 1945. La Lliga Àrab té actualment 22 membres i quatre observadors. L'objectiu principal de l'organització és "reforçar les relacions entre els estats membres i coordinar la col·laboració entre si, salvaguardar la independència i sobirania dels estats membres, i tractar de manera general els assumptes i interessos dels països àrabs".
Mitjançant institucions com l'Organització de la Lliga Àrab per a l'Educació, la Cultura i la Ciència (ALESCO, de l'anglès Arab League Educational, Cultural and Scientific Organization) i el Consell Econòmic i Social del Consell per a la Unió Econòmica Àrab (CUEA, de l'anglès Council of Arab Economic Unity), la Lliga Àrab facilita programes polítics, econòmics, culturals, científics i socials destinats a promoure els interessos dels països àrabs. L'organització ha servit als estats membres com un fòrum per a coordinar les seves posicions polítiques, per a deliberar sobre assumptes d'interès comú, per a resoldre alguns conflictes àrabs i per a limitar-ne d'altres, com la crisi del Líban del 1958. La Lliga ha servit com a plataforma per a l'elaboració de documents històrics que promouen la integració econòmica. N'és un exemple la Carta Àrab d'Acció Econòmica Conjunta, que estableix els principis per a les activitats econòmiques a la regió.

## Història

Evolució dels membres de la Lliga Àrab.

L'esperit que va portar a la creació de la Lliga Àrab es va començar a perfilar durant el segle xix amb el sorgiment de diversos moviments nacionalistes àrabs, amb el desig exprés de posar fi a la dominació turca; aquests moviments van prendre l'antiga herència comuna com a base de la seva voluntat de constituir una comunitat àrab lliure del control estranger.
Amb la derrota de Turquia en la I Guerra mundial, aquests anhels d'independència i unió van aflorar de manera vigorosa, però les divergències entre els diferents cabdills àrabs i els forts interessos de les potències europees van impedir la realització d'aquestes aspiracions. Els tractats de pau de la I Guerra mundial van dividir els pobles àrabs en diferents mandats establerts pel tractat de Sèvres. A l'acabament de la II Guerra mundial, diferents estats àrabs van assolint la seva independència.
El 1944, el govern egipci, que cercava una federació entre els països àrabs, va posar en marxa un grup d'estudi encarregat de l'elaboració d'un projecte. Amb l'ajuda de la Gran Bretanya, el 25 setembre de 1944, es va concloure la conferència d'Alexandria amb la redacció del protocol d'Alexandria, que serviria com a base de la futura associació.
La Lliga Àrab es va fundar el 22 de març de 1945 a la ciutat del Caire. Inicialment, era formada per 7 estats: Egipte, l'Iraq, el Líban, l'Aràbia Saudita, Síria, Jordània (llavors anomenada Transjordània) i el Iemen. La Lliga es configura com una associació d'estats en què els membres tenen un alt grau d'independència; s'afirma la unió de la nació àrab al mateix temps que la independència de cadascun dels estats membres. El nombre d'estats membres s'anà ampliant progressivament al llarg del segle xx, sobretot a mesura que els diferents països àrabs anaren assolint la independència: Líbia (1953), Sudan (1956), Tunísia (1958), Marroc (1958), Kuwait (1961), Algèria (1962), el Iemen del Sud (1967), Bahrain (1971), Qatar (1971), Oman (1971), la Unió dels Emirats Àrabs (1971), Mauritània (1973), Somàlia (1974), Palestina (representada per l'Organització per a l'Alliberament de Palestina) (1976), Djibouti (1977) i Comores (1993).
Des del seu naixement, la Lliga es va dividir en dos bàndols amb agendes polítiques oposades: l'entesa entre Egipte i l'Aràbia Saudita donava suport als projectes d'independència oposant-se a l'eix haiximita de Jordània i l'Iraq, més inclinats a cooperar amb el poder britànic, que encara controlava molts mandats i protectorats (Sudan, Palestina, Emirats Àrabs, etc.).
L'acció de la Lliga es va dirigir en un primer moment contra la interferència de les potències colonials europees a la regió, França i Anglaterra. Des de 1948, l'estat d'Israel també serà considerat com una entitat aliena al món àrab i la seva existència com a il·legítima. Un gran nombre de les cimeres de la Lliga Àrab s'han dut a terme en resposta a esdeveniments específics del conflicte araboisraelià i les resolucions més importants de la institució es refereixen a Palestina.
Després de la crisi del canal de Suez (1956), el Regne haiximita de l'Iraq va ser enderrocat i disminuí la influència haiximita. A partir de llavors, Egipte i Síria encapçalarien l'eix nacionalista àrab que s'oposava a les monarquies prooccidentals liderat principalment per Aràbia Saudita i Jordània.

Diagrama d'Euler dels estats que componen la Lliga Àrab i d'altres organitzacions d'àmbit interestatal: el Consell per a la Unió Econòmica Àrab, la Unió del Magrib Àrab, el Consell de Cooperació per als Estats Àrabs del Golf i l'Acord d'Agadir.

El 1958, les Nacions Unides la van reconèixer oficialment com a organització regional i li van atorgar l'estatus d'observador.
Entre el 1976 i el 1983, la Lliga va entrenar una Força de Dissuasió Àrab durant la Guerra Civil del Líban, que només va tenir un efecte modest en el decurs del conflicte.
El 17 de setembre de 1978, Egipte va signar el tractat de pau de Camp David amb Israel. Els ministres de la Lliga Àrab es van reunir el 1979 a Bagdad per decidir sobre les sancions diplomàtiques i econòmiques que s'imposarien a Egipte. Iraq, a diferència dels seus veïns, va demanar l'adopció de sancions econòmiques simbòliques, que no afectessin el poble egipci. La seu de la Lliga va ser traslladat del Caire a Tunis. La pèrdua del seu membre més poderós i que proporcionava una part significativa del personal va tenir com a conseqüència una disminució de la influència de l'organització. El 10 de setembre del 1990, 12 dels 21 membres de la Lliga Àrab van decidir el retorn de la seu al Caire, i malgrat les protestes dels nou absents a la reunió, el canvi va tenir lloc el 31 d'octubre de 1990.
A causa de la prevalença de la sobirania dels estats sobre l'interès panàrab, la Lliga no ha funcionat mai. Seixanta anys després de la seva creació, ni tan sols la qüestió de la periodicitat de les cimeres ha pogut ser decidida, ni tampoc els procediments de votació, el caràcter vinculant de les decisions o la recaptació de les contribucions.
L'esclat de la Guerra del Golf Pèrsic, el gener del 1991, accentuà la crisi en el si de la Lliga per la gran disparitat de les posicions que els diversos estats membres.
El 1993, la Lliga Àrab donà suport a les negociacions que culminaren en els tractats de pau d'Oslo, pel qual s'establí un autogovern palestí als territoris ocupats, però l'esclat de la segona intifada, l'any 2000, tornà a precipitar les condemnes de l'organització sobre Israel.
Tot i això, el 2002 aprovà un nou pla que instava Israel a retirar-se dels territoris ocupats palestins, dels alts del Golan i del sud del Líban i la creació d'un estat palestí amb capital a Jerusalem. Aquest pla no fou acceptat per palestins ni Israel.

## Països membres
| Estat               | Data d'admissió         | Capital    | Superfície (km²) | Població (2008) | Densitat (per km²) | PIB nominal en milions $ (2008) | PIB nominal $ per capita (2008) | Moneda        | Llengua oficial        |
| ------------------- | ----------------------- | ---------- | ---------------- | --------------- | ------------------ | ------------------------------- | ------------------------------- | ------------- | ---------------------- |
| Algèria             | 16 d'agost del 1962     | Alger      | 2.381.741        | 34.895.000      | 14,6               | 159.669                         | 4.588                           | Dinar         | Àrab                   |
| Aràbia Saudita      | 22 de març del 1945     | Al-Riyad   | 2.149.690        | 28.686.633      | 12                 | 469.426                         | 18.855                          | Riyal         | Àrab                   |
| Bahrain             | 11 de setembre del 1971 | Al-Manama  | 750              | 791.000         | 1.189              | 21.236                          | 27.248                          | Dinar         | Àrab                   |
| Comores             | 20 de novembre del 1993 | Moroni     | 2.235            | 798.000         | 275                | 532                             | 816                             | Franc         | Comorià, àrab, francès |
| Djibouti            | 4 de setembre del 1977  | Djibouti   | 23.200           | 864.000         | 37,2               | 982                             | 1.252                           | Franc         | Àrab, francès          |
| Egipte              | 22 de març del 1945     | El Caire   | 1.002.450        | 77.420.000      | 82,3               | 162.617                         | 2.162                           | Lliura        | Àrab                   |
| Emirats Àrabs Units | 6 de desembre del 1971  | Abu Dhabi  | 83.600           | 6.000.000       | 55                 | 262.150                         | 55.028                          | Dirham        | Àrab                   |
| Iemen               | 5 de maig del 1945      | Sanà       | 527.968          | 23.580.000      | 44,7               | 26.909                          | 1.171                           | Rial          | Àrab                   |
| Iraq                | 22 de març del 1945     | Bagdad     | 438.317          | 31.234.000      | 71,2               | 91.453                          | 3.007                           | Dinar         | Àrab, Kurd             |
| Jordània            | 22 de març del 1945     | Amman      | 92.300           | 6.316.000       | 68,4               | 21.225                          | 3.626                           | Dinar         | Àrab                   |
| Kuwait              | 20 de juliol del 1961   | Al-Kuwait  | 18.000           | 3.000.000       | 167,5              | 158.089                         | 45.920                          | Dinar         | Àrab                   |
| Líban               | 22 de març del 1945     | Beirut     | 10.452           | 4.224.000       | 404                | 29.350                          | 7.708                           | Lliura        | Àrab                   |
| Líbia               | 28 de març del 1956     | Trípoli    | 1.759.541        | 6.420.000       | 3,6                | 89.916                          | 14.479                          | Dinar         | Àrab                   |
| Marroc              | 1 d'octubre del 1958    | Rabat      | 446.550          | 31.993.000      | 71,6               | 88.879                          | 2.827                           | Dírham        | Àrab                   |
| Mauritània          | 26 de novembre del 1973 | Nouakchott | 1.030.700        | 3.291.000       | 3,2                | 3.161                           | 1.042                           | Ouguiya       | Àrab                   |
| Oman                | 29 de setembre del 1971 | Masqat     | 309.550          | 2.845.000       | 9,2                | 59.946                          | 21.646                          | Rial          | Àrab                   |
| Palestina           | 9 de setembre del 1976  | Jerusalem  | 6.040            | 4.136.540       | –                  | –                               | –                               | Dinar, Xéquel | Àrab                   |
| Qatar               | 11 de setembre del 1971 | Doha       | 11.437           | 1.409.000       | 123,2              | 102.302                         | 93.204                          | Riyal         | Àrab                   |
| Somàlia             | 14 de febrer del 1974   | Muqdisho   | 637.661          | 9.133.000       | 14,3               | -                               | -                               | Xíling        | Somali, Àrab           |
| Sudan               | 19 de gener del 1956    | Khartum    | 2.505.813        | 42.272.000      | 16,9               | 58.029                          | 1.522                           | Lliura        | Àrab, Anglès           |
| Síria               | 22 de març del 1945     | Damasc     | 185.180          | 21.906.000      | 118,3              | 55.024                          | 2.768                           | Lliura        | Àrab                   |
| Tunísia             | 1 d'octubre del 1958    | Tunis      | 163.610          | 10.432.500      | 63                 | 40.843                          | 3.955                           | Dinar         | Àrab                   |

Països observadors
Hi ha quatre estats que tenen un estatus d'observadors que els dona dret a expressar la seva opinió i donar consells, però sense dret de vot. Es tracta d'Eritrea, on l'àrab és una de les llengües oficials, el Brasil i Veneçuela, que tenen comunitats àrabs força influents, i l'Índia.

## Organització

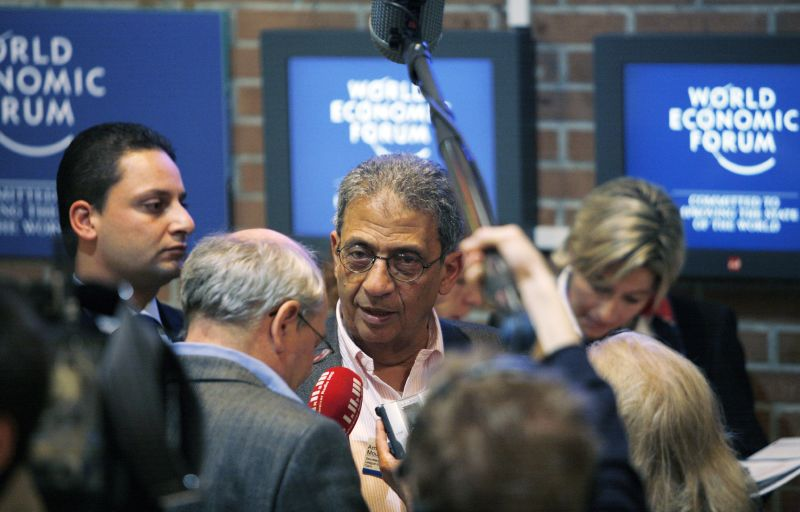
Amr Moussa dialogant amb periodistes durant el Fòrum Econòmic Mundial de 2007

La Carta de la Lliga Àrab va aprovar el principi d'una pàtria àrab dins del respecte a la sobirania dels estats membres individuals. El reglament intern del consell de la Lliga i de les comissions va ser aprovat l'octubre de 1951 i la regulació de la Secretaria General el maig de 1953.
Des de llavors, el govern de la Lliga Àrab s'ha basat en la dualitat d'institucions supraestatals i la sobirania dels estats membres. La preservació d'estats individuals forts es deriva de la preferència de les elits dominants de mantenir el seu poder i independència en la presa de decisions. D'altra banda, la por dels més rics que els pobres vulguin compartir la seva riquesa en el nom del nacionalisme àrab, les disputes entre els líders àrabs i la influència de poders externs oposats a la unitat àrab serien els obstacles per a avançar cap a una integració més profunda de la Lliga.
Característiques de la Lliga Àrab
- És una organització internacional basada en els lligams culturals i no pas en els polítics.
- No fa una integració entre els membres ni es relaciona directament amb els ciutadans.
- Planifica les relacions econòmiques entre els estats i prohibeix les agressions mútues.
- Des de la fundació, ha intervingut en tots els conflictes dels seus estats membres: guerres Iran-Iraq, Kuwait, etc.
- L'actual secretari general és l'egipci Amr Moussa.

## Geografia
La superfície dels estats membres de la Lliga Àrab abasta al voltant de 14.000.000 de quilòmetres quadrats entre els continents d'Àfrica i Àsia. La zona es compon de grans deserts àrids, principalment el Sàhara. No obstant això, també conté diverses terres molt fèrtils, com la vall del Nil, la serralada de l'Atles i el Creixent Fèrtil, que s'estén des de l'Iraq a Síria i el Líban, Palestina i Israel. L'àrea comprèn també boscos com els del sud d'Aràbia i el sud del Sudan, així com la major part del riu més llarg del món, el Nil.

## Economia
Els propòsits de la Lliga no són econòmics, ja que cada país pertany a altres organitzacions més eficaces i, a més, hi ha fortes diferències de PIB entre els integrants, però la riquesa en recursos naturals i petroli dels seus membres fa que sigui un organisme ric i amb poder de decisió. El gasoducte àrab que unirà Egipte i Turquia passant per Jordània o l'ajuda a Darfur són dos exemples d'iniciatives econòmiques promogudes per aquest organisme.

## Religió
La gran majoria dels ciutadans de la Lliga Àrab són musulmans, mentre que el cristianisme és la segona religió en importància pel seu volum de practicants. Abans de la creació de l'estat d'Israel, també vivien en els països àrabs un nombre significatiu de jueus. Els membres de la Lliga Àrab acullen diverses ciutats santes i d'altres llocs religiosos importants, com per exemple Betlem, Alexandria, la Meca, Medina, Najaf, Kirkuk, Arbela o Bagdad. Els musulmans sunnites constitueixen la majoria dels ciutadans de la Lliga Àrab, però els musulmans xiïtes són majoritaris en algunes zones del Líban, Iraq, Bahrain i Kuwait.
| N  | Estat               | Musulmans                   | Cristians                  | Altres                  |
| -- | ------------------- | --------------------------- | -------------------------- | ----------------------- |
| 1  | Algèria             | 99%                         |                            | 1%*                     |
| 2  | Aràbia Saudita      | 100%                        |                            |                         |
| 3  | Bahrain             | 81,2%                       | 9%                         | 9,8%                    |
| 4  | Comores             | 98%                         | 2%                         |                         |
| 5  | Djibouti            | 94%                         | 6%                         |                         |
| 6  | Egipte              | 90%                         | 10%                        |                         |
| 7  | Emirats Àrabs Units | 96%                         |                            | 4%*                     |
| 8  | Iemen               | 100%                        |                            |                         |
| 9  | Iraq                | 97%                         |                            | 3%*                     |
| 10 | Jordània            | 92%                         | 6%                         | 2%                      |
| 11 | Kuwait              | 85%                         |                            | 15%*                    |
| 12 | Líban               | 59,7%**                     | 39%                        | 1,3%                    |
| 13 | Líbia               | 97%                         |                            | 3%                      |
| 14 | Marroc              | 98,7%                       | 1,1%                       | 0,1%                    |
| 15 | Mauritània          | 100%                        |                            |                         |
| 16 | Oman                | 75%***                      |                            | 25%****                 |
| 17 | Palestina           | Cisjordània: 75% Gaza:99,3% | Cisjordània: 8% Gaza: 0,3% | Cisjordània: 17% Gaza:0 |
| 18 | Qatar               | 77,5%                       | 8,5%                       | 14%                     |
| 19 | Síria               | 90%*****                    | 10%                        |                         |
| 20 | Somàlia             | 100%                        |                            |                         |
| 21 | Sudan               | 70%                         | 5%                         | 25%                     |
| 22 | Tunísia             | 98%                         | 1%                         | 1%                      |

* Inclou els cristians

** Inclou un 5% de drusos

*** Musulmans ibadites

**** Inclou els musulmans sunnites i xiïtes

***** Inclou un 3% de drusos

## Secretaris generals
| Abdul Rahman Azzam        | de 1945 fins a 1952 |
| Abdul Khalek Hassouna     | de 1952 fins a 1972 |
| Mahmoud Riad              | de 1972 fins a 1979 |
| Chedli Klibi              | de 1979 fins a 1990 |
| Assad al-Assad            | de 1990 fins a 1991 |
| Ahmad Esmat Abd al Meguid | de 1991 fins a 2001 |
| Amr Moussa                | des de 2001         |

## Cimeres
1. el Caire: 13–17 gener de 1964.
2. Alexandria: 5–11 setembre de 1964.
3. Casablanca: 13–17 setembre de 1965.
4. Khartoum: 29 d'agost de 1967.
5. Rabat: 21-23 desembre de 1969.
6. el Caire (1a cimera d'emergència): 21–27 de setembre de 1970.
7. Alger: 26–28 novembre de 1973.
8. Rabat: 29 octubre de 1974.
9. Al-Riyad (2a cimera d'emergència): 17–28 d'octubre de 1976.
10. el Caire: 25–26 d'octubre de 1976.
11. Bagdad: 2–5 de novembre de 1978.
12. Tunis: 20–22 de novembre de 1979.
13. Amman: 21–22 de novembre de 1980.
14. Fes: 6–9 de setembre de 1982.
15. Casablanca (3a cimera d'emergència): 7–9 de setembre de 1985.
16. Amman (4a cimera d'emergència): 8–12 de novembre de 1987.
17. Alger (5a cimera d'emergència): 7–9 de juny de 1988.
18. Casablanca (6a cimera d'emergència): 23–26 de juny de 1989.
19. Bagdad (7a cimera d'emergència): 28–30 de març de 1990.
20. el Caire (8a cimera d'emergència): 9–10 d'agost de 1990
21. el Caire (9a cimera d'emergència): 22–23 de juny de 1996.
22. el Caire (10a cimera d'emergència): 21–22 d'octubre de 2000.
23. Amman: 27–28 de març de 2001.
24. Beirut: 27–28 de març de 2002.
25. Xarm al xeic: 1 de març de 2003.
26. Tunis: 22–23 de maig de 2004.
27. Alger: 22–23 de març de 2005.
28. Khartoum: 28–30 de març de 2006.
29. Al-Riyad: 27–28 de març de 2007.
30. Damasc: 29–30 de març de 2008.
31. Doha: 28–30 de març de 2009.
32. Sirte: 30 de març–1 d'abril de 2010.
33. Bagdad: març-abril de 2011.